# Rajd Madery 1992
Rajd Madery 1992 (33. Rali Vinho da Madeira) – 33. edycja rajdu samochodowego Rajd Madery rozgrywanego we Portugalii. Rozgrywany był od 6 do 9 sierpnia 1992 roku. Była to trzydziesta druga runda Rajdowych Mistrzostw Europy w roku 1992 (rajd miał najwyższy współczynnik – 20) oraz ósma runda Rajdowych Mistrzostw Portugalii.

## Klasyfikacja rajdu
| Miejsce                      | Kierowca                     | Pilot                        | Samochód                       | Czas                         | Strata                       |                              |
| Klasyfikacja generalna i ERC | Klasyfikacja generalna i ERC | Klasyfikacja generalna i ERC | Klasyfikacja generalna i ERC   | Klasyfikacja generalna i ERC | Klasyfikacja generalna i ERC | Klasyfikacja generalna i ERC |
| ---------------------------- | ---------------------------- | ---------------------------- | ------------------------------ | ---------------------------- | ---------------------------- | ---------------------------- |
| 1.                           | Andrea Aghini                | Sauro Farnocchia             | Lancia Delta HF Integrale      | 3:09:53                      | 0.0                          |                              |
| 2.                           | Piero Longhi                 | Maurizio Imerito             | Lancia Delta HF Integrale      | 3:13:02                      | +3:09                        |                              |
| 3.                           | Patrick Snijers              | Dany Colebunders             | Ford Sierra RS Cosworth 4x4    | 3:15:13                      | +5:20                        |                              |
| 4.                           | Erwin Weber                  | Manfred Hiemer               | Mitsubishi Galant VR-4         | 3:15:43                      | +5:50                        |                              |
| 5.                           | Ramón Ferreyros              | Raffaele Ynzenga             | Lancia Delta Integrale 16V     | 3:16:28                      | +6:35                        |                              |
| 6.                           | Robert Droogmans             | Ronny Joosten                | Ford Sierra RS Cosworth 4x4    | 3:17:34                      | +7:41                        |                              |
| 7.                           | Joaquim Santos               | Carlos Magalhães             | Toyota Celica GT-4 (ST165)     | 3:22:18                      | +12:25                       |                              |
| 8.                           | Jorge Bica                   | Joaquim Capelo               | Lancia Delta HF Integrale      | 3:23:52                      | +13:59                       |                              |
| 9.                           | Jean Ragnotti                | Gilles Thimonier             | Renault Clio 16S               | 3:26:17                      | +16:24                       |                              |
| 10.                          | Vítor Sá                     | Ornelas Camacho              | Ford Sierra RS Cosworth 4-door | 3:30:12                      | +20:19                       |                              |